# هندوئیسم

نماد اُم که از نمادهای آیین هندوست.

هِندوییسم (به فرانسوی: hindouisme، اَندوییسْم) (به هندی: हिंदूधर्म، هیندودارْم)، هندوگرایی، آیین هندو یا هندوتوا (نام قدیم دین برهمایی) که با نام ساناتانا (Sanatana) به معنای آیین جاودانه در میان هندوها معروف است، یکی از کهن‌ترین ادیان جهان است که ریشه در شبه‌قاره هند دارد. این دین مفاهیمی چون دارما، کارما، سامسارا و موکشا را در بر می‌گیرد.
هندوگرایی فاقد بنیان‌گذار واحد است و بر سنت‌های متنوع و متون دینی‌ای مانند وِداها و اوپانیشادها و نیز حماسه‌هایی چون مَهابارَتَه و رامایانا استوار شده است. این دین، نظامی متشکل از باورها، آیین‌ها و فلسفه‌های گوناگون است که طی چند هزار سال تکامل یافته‌اند.
هندوگرایی هم به شکل چندخدایی و هم به صورت تک‌خدایی تفسیر می‌شود. در این دین، خدایانی مانند گانِشا، ویشنو و شیوا از جایگاه ویژه‌ای برخوردارند. هندوگرایی تأثیری عمیق بر جنبه‌های گوناگون فرهنگی، اجتماعی و فلسفی شبه‌قاره هند نهاده است.این دین پس از مسیحیت و اسلام، سومین دین بزرگ جهان می‌باشد.

## ریشه نام هندو
هندو، برگرفته از نام رودخانه سند است که به عنوان منطقه‌ای جغرافیایی که دارای سرزمین پهناور و تمدنی در پیرامون رودخانه سند است به کار گرفته می شود.
این تمدن را موهن‌جودارو و هاراپا نیز نامیده‌اند.
اسکیلاکس که از سوی داریوش بزرگ، مأمور پیمودن رود سند بود، نام هندوس را در نوشته‌های خود به کار برده است. اما بعدها در دوره اسلامی نام هندو علاوه بر جغرافیا، به مذهب مردم این منطقه نیز گفته شد. بعدها پیروان آن دین هم، خود را هندو نامیدند و هندو نام رسمی این آیین یا دین شد.
حدود ۱٫۲ تا ۱٫۳۵ میلیارد تن در جهان پیرو آیین هندو هستند.

## تفاوت هندوئیسم و هندوتوا با دین هندو
برخی افراد بر این باورند که میان هندوییسم (هندوتوا) و دین هندو تغییر و تبدیل رخ داده است. هندوتوا، زیربنای ایدئولوژی و فرهنگ هندی است که کیش هندو فقط  یک جزء یابخشی از آن است. هندوتوا دربرگیرنده اجزای فراوانی از آداب و رسوم هندی نیز هست که شاید وابستگی چندانی به کیش هندو نداشته باشد. بر خلاف دیگر ادیان جهانی، هندوئیسم را نمی‌توان برپایه یک اصول اعتقادی یا جزم‌باوری اصلی (بونیک) ریشه‌گرفته از یک وحی الهی تعریف کرد. هندوان، اعتقادیکتاپرستانه به «خدای خدایان» دارند، ولی معمولا هنگامی که از خدا سخن می‌گویند به یک رب‌النوع یا خداوندگار ویژه آیین هندو اشاره دارند، بنابراین هندوئیسم، دربرگیرنده چندخداپرستی و نیز فرقه‌گرایی است؛ از آنجا که، هندوان ضمن اعتراف آشکار به کاستی ها و تنگناهای دانش انسان، پذیرفته اند که دربارهٔ پایه‌های باورهای دینی وحدت نظر نداشته باشند. پس در نتیجه هندوئیسم بیشتر بر کردار و عمل تأکید و پافشاری دارد تا بر باور؛ و زیربنای اخلاقی آن فراوانی کمابیش بی‌اندازه دارد.
برای دستیابی به آرمان‌های هندوگرایی، کسان می‌توانند رویکردهای گوناگونی را پیشه کنند. از آنجا که باورهای کهن و نو در هندوگرایی در کنار هم جای دارند، باورها و رویکردهای هندوها گاه متناقض و ناسازگار به نظر می‌آیند. هندوئیسم با نداشتن یک سامانه باوری یکپارچه و یک نسک مقدس (سپنتا) به فرنام هسته بنیادین، نگرش چندانی به بخش‌بندی جهان به آییندار و بی آیین ندارد.
هندوئیسم هم چنان‌که یک دین است، یک شیوه زندگی نیز هست. هندوان در یافتن راهی که باید در پیش گیرند از آزادی بسیار برخودارند، اگر چه آنان برای بازشناسی آنکه در موقعیت (ایستار) ویژه، کردار درست و درخور کدام است، همواره با نگرانی‌هایی روبرو هستند، اما این دین رواداری و نرمش بسیاری از خود نشان می‌دهد.
این پدیده بانی آن شده که در گذار زمان و در جوامع و سازمانهای گوناگون هندو در سراسر جهان با گوناگونی گاهی گیج کننده در باورها و کردارها روبرو شویم.
این آیین دگردیس یافتهٔ آیین ودایی هند است. دین آریایی‌های کوچنده به هند که نوشتارهای آن هم‌سانی و اشتراکات بسیاری با اوستای زرتشت دارد. باورهای مردمان بومی هند، مانند تمدن درهٔ موهنجودارو، در خدایانی مانند رودره نمودگاری یافت که در روزگاران پسانتر در کالبد خدایان بونیک و اصلی آیین هندو نمودگار شد.

## باورها
اصول دین هندو عبارت است از اعتقاد و احترام به کتاب‌های باستانی و سنت‌های دینی برهمنان و پرستش خدایانی که به ظهور آن‌ها در دوره‌های کهن باور دارند. عدم اعتقاد به بهشت و جهنم که در ادیان ابراهیمی توصیف شده است. اعتقاد به زایش مکرر یا وازایش (تناسخ) به معنی اینکه هر انسانی پس از مرگ مجدداً در شکل دیگری متولد می‌شود. بخش عمده هندوتوا بر پایه فرهنگ و سنت به یادگار مانده از پیشینیان است؛ و رعایت مقررات طبقات اجتماعی در معاشرت و ازدواج، همچنین احترام به موجودات زنده، به‌ویژه گاو، به عنوان نماد حاصلخیزی زمین، از اصول این آیین است. لفظ «اُم» به معنای آمین برای هندوان بسیار تقدس دارد و از سویی اسم اعظم الهی به‌شمار می‌رود و از این نظر به اسم اعظم یهوه در دین یهود شباهت دارد.
با وجود گوناگونی زیاد در میان شاخه‌های هندوگرایی و پیروان آن، چند باور اولیه در همه آن‌ها مشترک است. این باورهای اولیه عبارتند از باززایی (دوباره زاده شدن)، امکان رهایی از باززایی توسط رستگاری؛ و باور به قوانین کارما (هر چه بکاری همان بدرَوی) و دارما (نظم ذاتی و درونی اشیاء و پدیده‌ها). روش زندگی هندوها پیرامون این مفاهیم شکل می‌گیرد.
به باور هندوها، یک روح واحد کیهانی به نام برهمن وجود دارد. هر موجود زنده یک روح ذاتی (آتمان) و خدایی دارد که با برهمن یکی است. از آن‌جا که موجودات زنده این را درک نمی‌کنند و فریب این تصاویر ناماندگار جهان ظاهری را می‌خورند روح‌های ذاتی افراد در تله بدن‌ها گیر افتاده و نمی‌تواند به برهمن بپیوندد.
تنها زمانی که فرد این یگانگی ارواح (وحدانیت وجود) را کاملاً درک کرد، آتمان می‌تواند از چرخه زایش دوباره و قانون کارما بگریزد و به برهمن جاویدان بپیوندد. در آئین هندو، برهمن به ۲ صورت تعریف می‌شود: نیرگونا برهمن(Nirguna) و سگونا برهمن(saguna). نیرگونا برهمن اصلی را بازگو می‌کند که برهمن را بالاتر از حس بشری و سخن و کلمه می‌داند و بیان می‌دارد که روح واحد جهانی غیرقابل توصیف است. اما سگونا برهمن سعی در شناساندن برهمن با صفات قابل لمس دارد. اصل سگونا برهمن، برهمن را به شکل خدایان مختلف قابل پرستش می‌داند. دین برهمایی دارای سه خدا مرد با نام‌های: برهما، ویشنو و شیوا است. خدایان زن آئین هندو شامل پارواتی، دوی، و لاکشمی می‌باشد.
در هندوئیسم، یوگا، پارسایی و زیست صوفی‌وار، مراقبه و پرستش ایزدان به عنوان راه‌های گریختن از باززایی دانسته می‌شوند.
آئین هندو در قدیم دین برهمایی خوانده می‌شد که به برهما، خدای هندوان اشاره می‌کند. امروزه پیروان این آئین را هندو می‌نامند. شهر مذهبی برهماییان بنارس می‌باشد. مهم‌ترین نوشتار در این دین وداها و اوپانیشادها می‌باشند.
در هندوئیسم آفریننده و آفریده یکی هستند و دو روی یک سکه‌اند.
علیرغم باور به تناسخ و زندگی‌های پی‌درپی یا سامسارا در دین هندو، آن‌ها به شکلی از بهشت و جهنم، بینابین زندگی‌های متوالی، باور دارند. هر انسان یا حیوانی که بمیرد روحش به جهان مردگان برده می‌شود. آنجا جاییست که فرمانروا یاما (Yamaraja) که حکمران جهان مرگ است در آن سلطنت می‌کند. مأموران فرمانروا یاما روح موجود مرده را نزد یاماراجا می‌برند تا اعمال خوب و بد او برای فرمانروا خوانده شود. آنگاه یاماراجا حکم مناسب را صادر می‌کند تا روح مورد نظر به بهشت(svarga loka) یا جهنم (Naraka loka) برده شود. ازآنجا که هر کسی در طول زندگی‌اش گناهانی انجام داده است معمولاً روح فرد، حداقل مدت کوتاهی به جهنم برده می‌شود و سپس بعد از پاک شدن گناهش به بهشت می‌رود. تنها سه گروه به جهنم برده نمی‌شوند: افراد مقدس که همهٔ زندگیشان را صرف عبادت کرده‌اند، کسانی که در مکان‌های مقدس بمیرند و افرادی که به درجهٔ رستگاری(moksha) و رهایی از تولد مجدد رسیده باشند. بعد از اینکه ارواح مردگان پاداش خوبی‌ها و جزای بدی‌های خود را گرفتند دوباره در موقعیت و شکل متناسب با کارمای خود متولد می‌شوند.
دارما را می‌توان به دین، قانون، تکلیف، عدالت و بسیاری مفاهیم دیگر ترجمه کرد اما در واقع شامل همه این مفاهیم می‌گردد. دارما به عنوان تکلیف، وظیفه منظم فرد است که در هر شرایطی به نحوی عمل کند که عدالت تحقق یابد؛ یعنی به شکل مقتضی و مناسب عمل کند.
هندوان بر این باورند که این پزشکان آسمانی برای انسان تندرستی، نیکبختی و دارایی به ارمغان می‌آورند. پرستندگان بت مؤنث زشت‌روی کالی به معنای سیاه معتقدند هدایای ویژه این بت را باید از طریق راهزنی به دست آورد و تقدیم بتخانه کرد. البته معمولاً بتان را بسیار زیبا می‌سازند تا آنجا که بت در شعر فارسی کنایه از محبوب زیبا است.

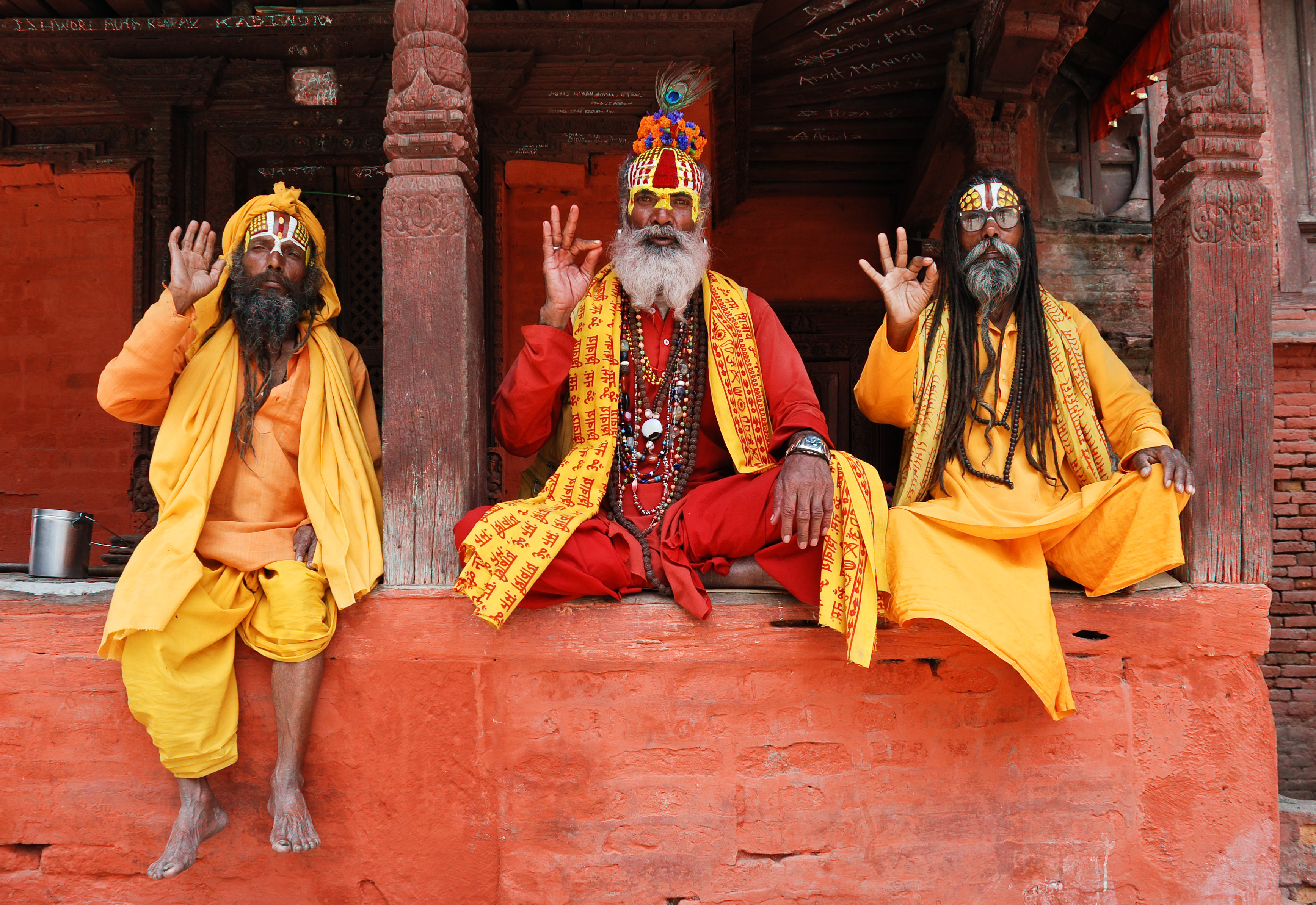
سه مرتاض هندو در حال ژست مودرا در کاتماندو واقع در کشور نپال

پیروان هندوئیسم در جهان

هیچ چهرهٔ مقتدری را نمی‌توان در میان هندوان سراغ گرفت که مدعی آن باشد که مبیّن حقیقت مطلق، انحصار قوانین نافذ و الگویی با کاربرد جهانی باشد.
هندوئیسم شکل تکامل یافته جانمندباوری (آنیمیسم) است و به همین دلیل بنیان‌گذار آن شناخته شده نیست. این آیین گونه‌ای فرهنگ، آداب و سنن اجتماعی است که با پاکسازی نفس و ریاضت همراه شده و در تمدن و حیات فردی و جمعی مردم هندوستان نقش بزرگی داشته است.

## پیشینه

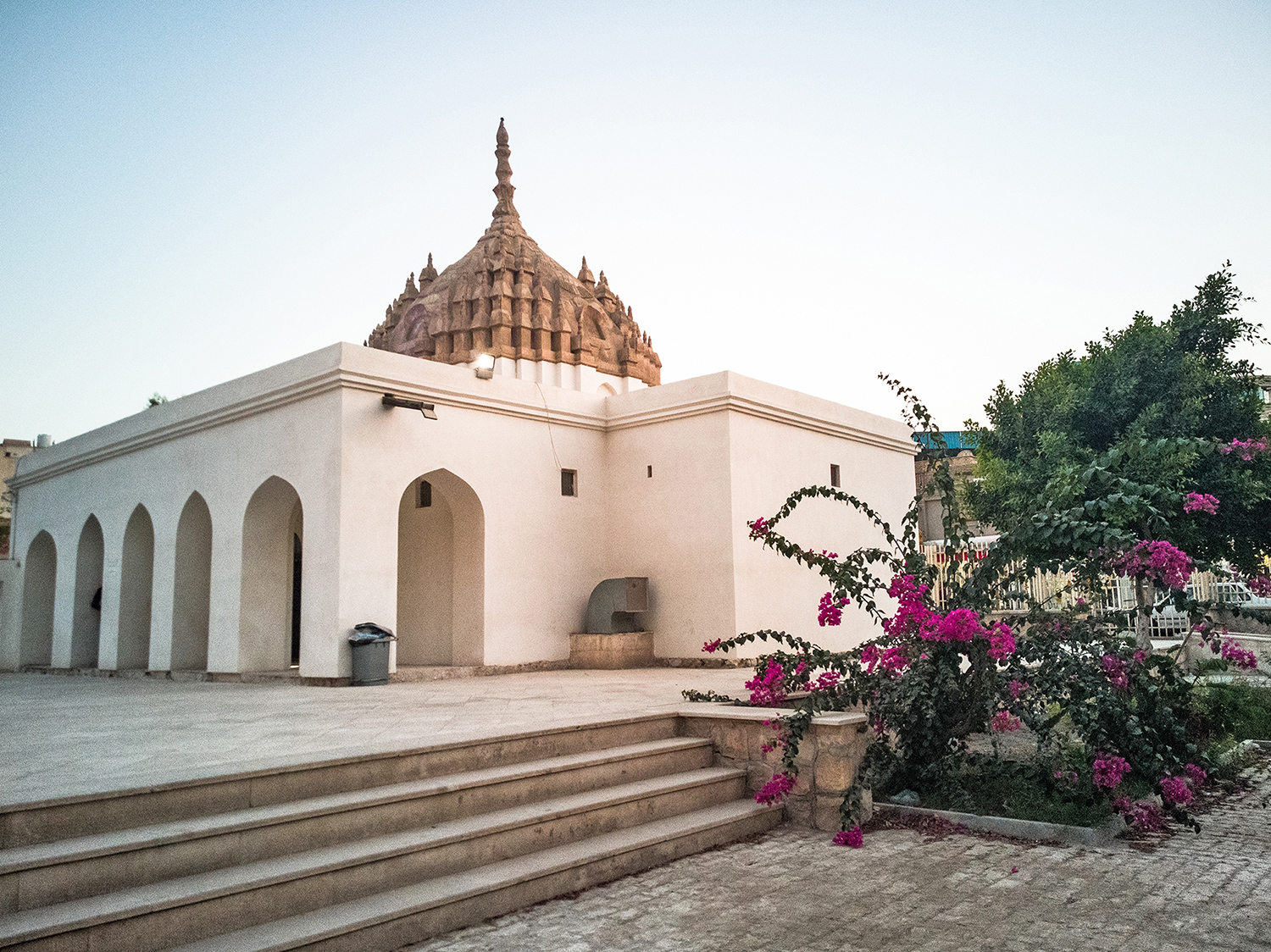
پرستشگاه بت گوران یکی از معابد هندوئیسم در بندرعباس، استان هرمزگان

ریشه‌ی هندوگرایی به دوران نوسنگی و دوره هاراپی (۵۵۰۰ تا ۲۶۰۰ پیش از میلاد) بازمی‌گردد. مردمان باستان در سراسر جهان باورهای شَمَنی داشتند و هندواروپاییان نیز از این قاعده جدا نبودند. شمن‌باوری شاخه آریایی در هند خود را به صورت باورهای تانترا نشان داد و تانتراها از سرچشمه‌های آیین هندوئیسم به‌شمار می‌آیند. این باورهای نخستین بعدها در میان آریاییان اشکال نوین‌تری به خود گرفته و سنتی را پدیدآوردند که سنت وِدایی نامیده می‌شود و این سنت در نوشته‌هایی به نام وداها تبلور یافته است.
هندیان باستان گوشت گاو می‌خوردند اما به مرور زمان در سنت ودایی خوردن گوشت گاو به عنوان نماد حاصلخیزی زمین، گناه به‌شمار آمد. همچنین کم‌کم با رشد آگاهی به‌طور کلی خوردن گوشت بدن موجودات زنده مکروه و در بسیاری نقاط حرام دینی مشخص گردید… از این رو آنان تغذیه خود را به غلات و میوه خواری و حبوبات و سبزیجات (برگ‌ها؛ و قسمت‌هایی از گیاهان که چیدن آن به حیات کلی آنان صدمه‌ای وارد نکند) تغییر پیدا کرده و محدود شد! ضمناً هرگونه آزار و اذیت هر نوع موجود زنده‌ای شدیداً نهی و عملی شرارت آمیز و گناه آلود به‌شمار آمد. با گذر زمان باور به جهان آخرت و سپس باور به زایش دوباره (تناسخ) نیز وارد چارچوب عقیدتی هندوها شد. در پی آن هندوها به این معتقد شدند که ما انسان‌های روی زمین، روان‌های بیدارنشده و ناآگاهی هستیم که در چرخه‌ای دردناک از زایش و مرگ گرفتار آمده‌ایم و راه رهایی از این چرخه و رسیدن به رستگاری این است که با مراقبه (درون‌پویی) و انضباط شخصی برای برون‌جستن از این چرخه به اندازه کافی امتیاز جمع کنیم.
آداب و رسوم پیچیده و طولانی روحانیون (برَهمَن‌ها) و فاصله گرفتن آن‌ها از مردم، و همچنین نظام طبقاتی سخت در جامعه هند (وجود کاست‌ها) باعث پدید آمدن جنبش‌های اعتراضی مذهبی در هند در سده ششم پیش از میلاد شد؛ بوداگرایی و جایین‌باوری دو جنبش مهم اعتراضی علیه هندوئیسم بودند که در این دوره پدید آمدند.
سده‌ها بعد، با ایجاد پادشاهی موریا، و گرویدن شاه آشوکا به بوداگرایی، هندوها که چیرگی آیین بودا را تهدیدی برای کیش خود یافتند، ناچار به تجدید ساختار در هندوئیسم شدند و برخی باورهای بودایی همچون مفهوم کارما (امتیازهای کردار نیک) و قابل انتقال بودن کارما به زندگی‌های بعد هر فرد را وارد نظام عقیدتی هندوئیسم کردند. همچنین به منظور قابل دسترس‌تر کردن دین هندو برای عموم، روحانیون هندو مسئله پرستش ایزدهای شخصی برای هر فرد مؤمن را مطرح کردند و بدین طریق نقش ایزدهای ویشنو، شیوا، کریشنا و راما برجسته شد و نقش ایزدهای اصلی دوره ودایی ازجمله ایندرا کاهش یافت.
در اواخر سَدِه هشتم میلادی، فیلسوفی به نام شانکارا این موضوع را مطرح کرد که براهما و آتمان (ذات نفس) هر دو در اساس یکی هستند و ایزدان شخصی مورد پرستش هندوها نمودهای ناقصی از یک براهمای برتر است که «بی‌چون» است و با صفاتی که می‌شناسیم قابل تشخیص نیست.
بعدها داستان‌های حماسی مهاباراتا و به‌ویژه ۱۸ گفتار از آن به نام باگاوادگیتا در میان هندوان به عنوان متون مقدس محترم داشته‌شد. در باگادوادگیتا، ایزد کریشنا به جنگاوری به نام آرجونا در مورد حقیقت آموزش می‌دهد. با گذر زمان طالع‌بینی از طریق اخترشماری نیز از سنت‌های رایج و مهم در میان هندوها شد.
با ورود اسلام به هند در زمان غزنویان، تصوف اسلامی نیز بر هندوئیسم اثرگذار شد و یکتاپرستی اسلام نیز گرایش‌های یکتاباوری در هندوئیسم را پررنگ‌تر کرد. ورود اسلام همچنین باعث جبهه گرفتن هندوها و تقویت باورهای دینی آن‌ها در جامعه شد.
در میان سده‌های نهم و هیجدهم میلادی، جنبش‌های موسوم به باکتی دست به تجدید حیات هندوگرایی زدند و با فاصله گرفتن از آموزه‌های خشک شانکارا تمرکز هندوئیسم را بیشتر بر ارتباط قلبی مؤمن با ایزدها از طریق ایثار، تسلیم و وقف کردن توان و زمان، قرار دادند.
از سده نوزدهم به این‌سو هندوها بر جامعه مجزایی که نسبت به دیگر ادیان پیرامون خود دارند واقف‌تر شدند و به تعاریف مشخص‌تری از دین و جامعه خود را روی آوردند.

## ایزدان
هندوان به عده بی‌شماری از ایزدان آسمانی و زمینی با نام‌ها و صفات غریب معتقدند و به آن‌ها کرنش می‌کنند و برای هر یک پرستشگاه با شکوهی می‌سازند. این ایزدان با هم خویشاوندی سببی و نسبی دارند و ویژگی‌های جسمی و روحی هر یک به تفصیل و با ذکر جزئیات در کتب مقدس و فرهنگ دینی هندوان آمده است. باور به جلوه‌گری خدایان به شکل انسان و حیوان در ادوار مختلف، نیز بسیار جلب نظر می‌کند دسته‌بندی خدایان در ارتباط با طبقات اجتماعی نیز مرسوم است.
برهما یا همان آفریننده، ویشنو، پاسدار و نگاهبان، و شیوا، نابودکننده کائنات، تثلیث آیین هندو را تشکیل می‌دهند. همسر برهما، سرسوتی، ایزدبانوی دانش و هنر است. همسر شیوا، پارواتی، ایزدبانوی نیرو و توان است. لاکشمی نیز الهه ثروت است؛ و آدمی به هر سه اینها، دانش و قدرت و ثروت، نیاز دارد.
برخی از معروف‌ترین ایزدان هندو عبارتند از:
- آگنی (Agni) یعنی آتش؛
- وارونا (Varuna) یعنی اقیانوس؛
- ایشوار (Isvara) یعنی قادر متعال؛
- رودرا (Rudra) یعنی غرنده؛
- راما (Rama) یعنی دلپذیر؛
- کریشنا (Krishna) یعنی آبی پررنگ؛
- یاما (Yama) یعنی توأمان (معادل جم در آیین زردشت) که خدای حاکم بر ارواح مردگان است.
- اشوین (Asvin) یعنی اسب‌سوار، عنوان دو تن از فرشتگان آیین هندو است.
- ابهام زدایی هندی‌ها گاوپرست نیستند بلکه به گاو احترام می‌گذارند

## برآورد جمعیتی سال۲۰۲۰
۹۵٪ جمعیت ۱٬۱۷۷٬۸۶۰٬۰۰۰ نفری هندوها در کشور هند متمرکز است و تنها این کشور جمعیت میلیاردی هندو دارد.هندوها ۱۴٫۹٪ جمعیت جهان را تشکیل می‌دهند.به‌غیر از هند، کشورهای نپال بیش از ۲۰٬۰۰۰٬۰۰۰، بنگلادش بیش از ۱۰٬۰۰۰٬۰۰۰، و پاکستان و اندونزی و سریلانکا هرکدام بین سه تا شش میلیون هندو را در خود جای داده‌اند.

## مطالعه بیشتر
- King, Richard. "Orientalism and the modern myth of" Hinduism"." Numen 46.2 (1999): 146-185.
- Frykenberg, Robert Eric. "Constructions of Hinduism at the Nexus of History and Religion." The Journal of interdisciplinary history 23.3 (1993): 523-550.
- Ranganathan, Shyam. "Hinduism, Belief and the Colonial Invention of Religion: A before and after Comparison." Religions 13.10 (2022): 891.
- Oddie, Geoffrey A. "The Emergence and Significance of the term" Hinduism." Hinduism in India: Modern and Contemporary Movements 8 (2016).
- Sinha, Vineeta. "Unpacking the Labels" Hindu" and" Hinduism" in Singapore." Asian Journal of Social Science 25.2 (1997): 139-160.

## شاخه‌ها
ویشنوپرستی، شیواپرستی، شاکتی‌پرستی و سنت اسمارته شاخه‌های اصلی هندوگرایی هستند:
| ویشنوپرستی  |  | ویشنوپرستی یک کیش یکتاپرستانه در دین هندوئیسم است که در آن ایزد ویشنو یا یکی از ۱۰ شکل کالبدیافته او (آواتارهای او) پرستیده می‌شود. ویشنوپرستان همچون شیواپرستان بر این باورند که تنها یک خدا وجود دارد که هم در درون جهان آفریدگان حضور و نفوذ دارد و هم در بیرون از آن قرار دارد. این باور با اعتقاد دین‌های ابراهیمی که خدا را جدا از آفریدگان و بیرون از مخلوقات می‌داند تفاوت دارد. ویشنوپرستی همچون دیگر فرقه‌های هندو به تعداد زیادی ایزد در رده‌های پایین‌تر از خدای اصلی باور دارد. از تثلیث کهن هندوان، برهما، ویشنو، و شیوه، هیچ‌یک خدایان اصیل آریایی نیستند. از میان همه این صور اعتقادی، پرستش ویشنو جنبه شاد و مطلوب دین هندویی را منعکس می‌کند. او حاصل تلفیق خدای خورشید آریایی با خدایان بومی است و یکی از دو فرقه اصلی و بزرگ آیین هندو حول پرستش او شکل گرفته است. مهابهاراتا هزار نام و لقب برای ویشنو برشمرده است. |
| شیواپرستی   |  | شیواپرستان شیوا را به عنوان خدای یگانه می‌دانند که هم در آفریدگان حضور و نفوذ دارد و هم در بیرون از آن‌ها. شیواپرستی قدیمی‌ترین فرقه هندو و یکی از مهم‌ترین آیین‌های مردم هندو است و رشته‌ای طولانی از فرزانگان و قدیسان را به خود دیده است. شیواپرستی با پارسایی و ازخودگذشتگی مذهبی زیادی همراه است و جنبه‌های صوفیانه دارد. شیوا در این آیین به صورت شیوا «پادشاه رقص» Nataraja (تصویر سمت راست) که تجسم انسانی شیوا است پرستیده می‌شود. رقص شیوا که تاندوه Tāṇḍava نام دارد رقصی ایزدی است که منشأ چرخه آفرینش، حفظ آفریده‌ها، و فروپاشی و مرگ آن‌ها است. هدف شیواپرستان عبارت است از رهانیدن روح خود از بردگی‌ها و بندگی‌ها و دست یابی به ماهیت شیوا. شیواپرستان، پیشانی خود را با سه خط افقی علامت می‌گذارند، این سه خط سه جنبهٔ مختلف شیوا را نشان می‌دهد.                                                                               |
| شاکتی‌پرستی  |  | شاکتی‌پرستی به معنای نظریهٔ قدرت یا نظریهٔ خدایی، بر عبادت شاکتی یا دوی - مادر الهی هندوها - به عنوان پروردگار مطلق و غایت الوهیت، تمرکز دارد. در آموزه‌های شاکتی‌پرستی به دِوی (به معنای الهه) به عنوان عالی‌ترین برهمن خویش، یا یکی که دومی ندارد، نگریسته می‌شود. تمامی اشکال دیگر الوهیت زنانه یا مردانه صرفاً مظاهر وجودی گوناگون او در نظر گرفته می‌شود. در جزئیات مربوط به فلسفه و اعمال، شاکتی‌پرستی به شیواپرستی شباهت دارد. با این حال، شاکتاس، که همان پزشکان شاکتی‌پرست هستند، بیشترین تمرکز تمامی نیایش‌های خویش را بر شاکتی، به عنوان جنبه‌ای زنانه و پویا از اوج اعلای الوهیت قرار داده‌اند. |
| سنت اسمارته |  | پیروان این سنت متون موسوم به یادآورده‌ها (اسمرتی) را مبنا قرار می‌دهند. سنت اسمارته دوگانه‌پرست نیست و یگانه‌گرا است. اسمارته‌باوران پرستش اشکال مهم خدا یعنی گانش، شیوا، ویشنو، سوریا، و اسکاندا را می‌پذیرند. سنت اسمارته طریقتی همراه با مراقبه و فلسفه است و به‌طور کل به عنوان آیینی آزادگرا و غیرفرقه‌گرا دانسته می‌شود. هر اسمارته‌باور آزاد است آن شکل از خدا را که می‌خواهد بپرستد و از آن شکل ایزدی درخواست کمک برای رهایی از چرخه تولدهای ادواری کند. |

## نگارخانه

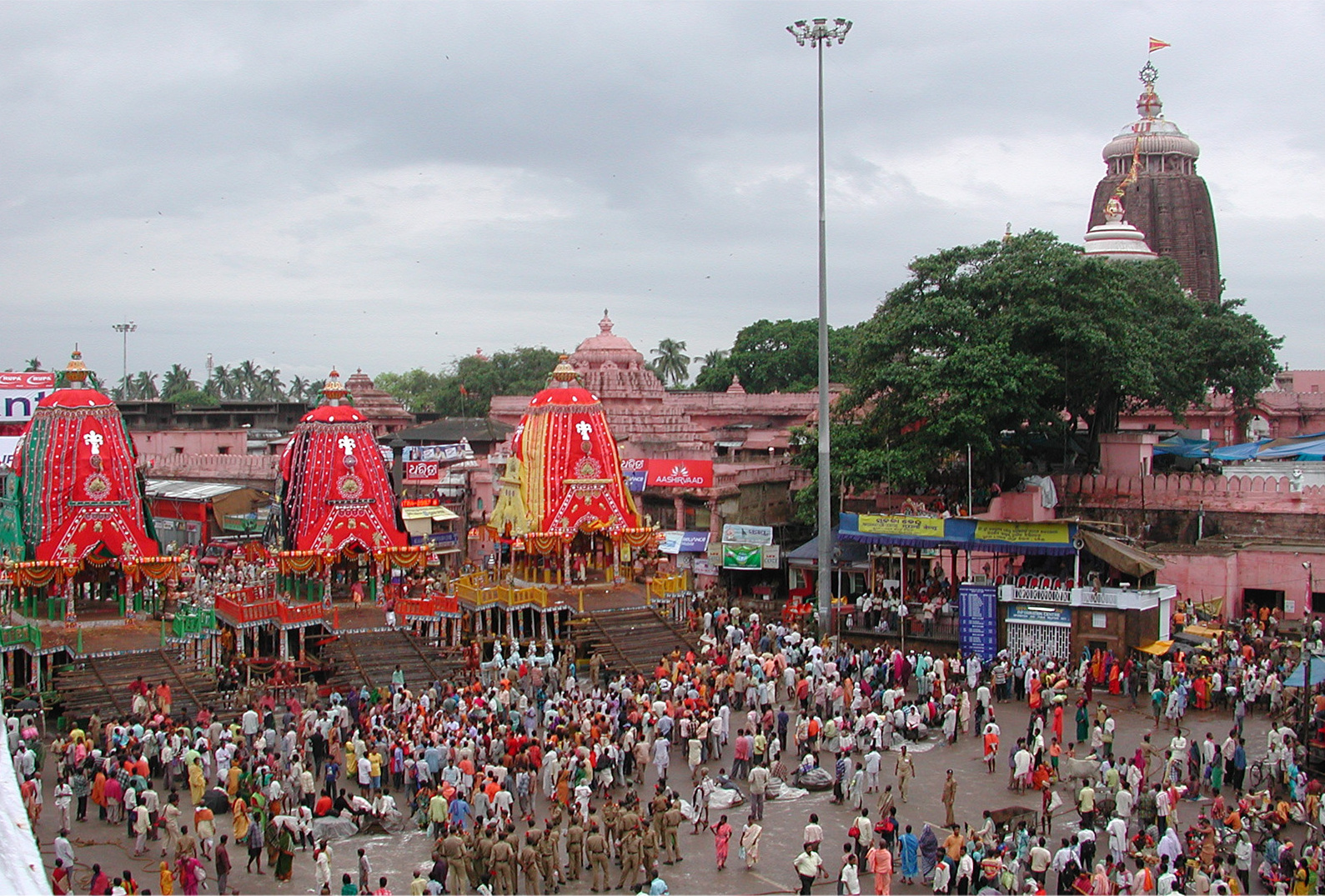
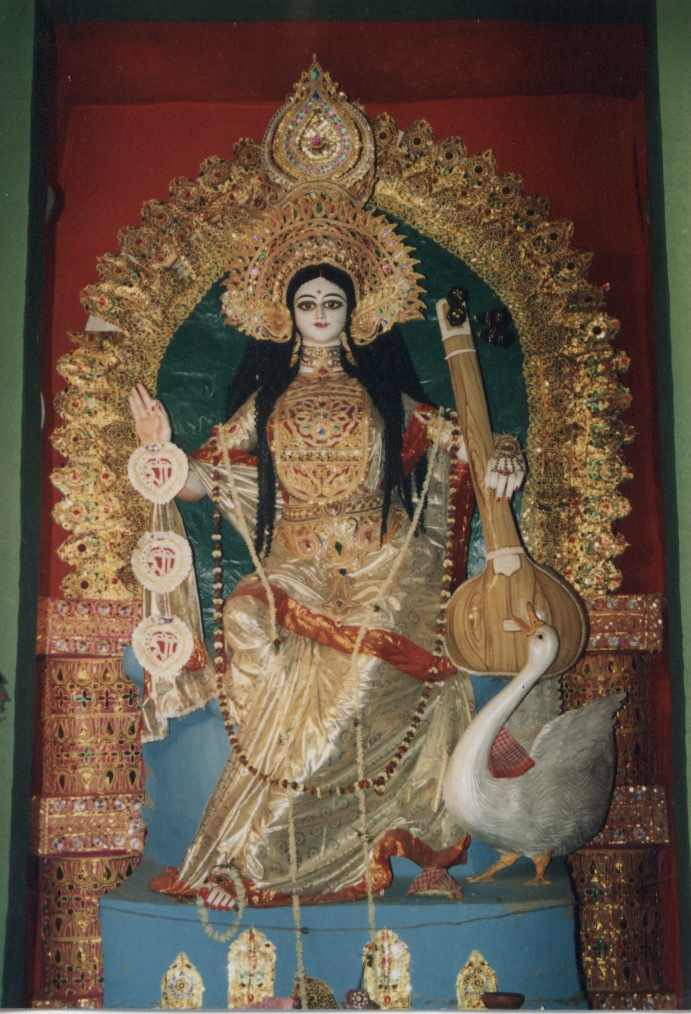
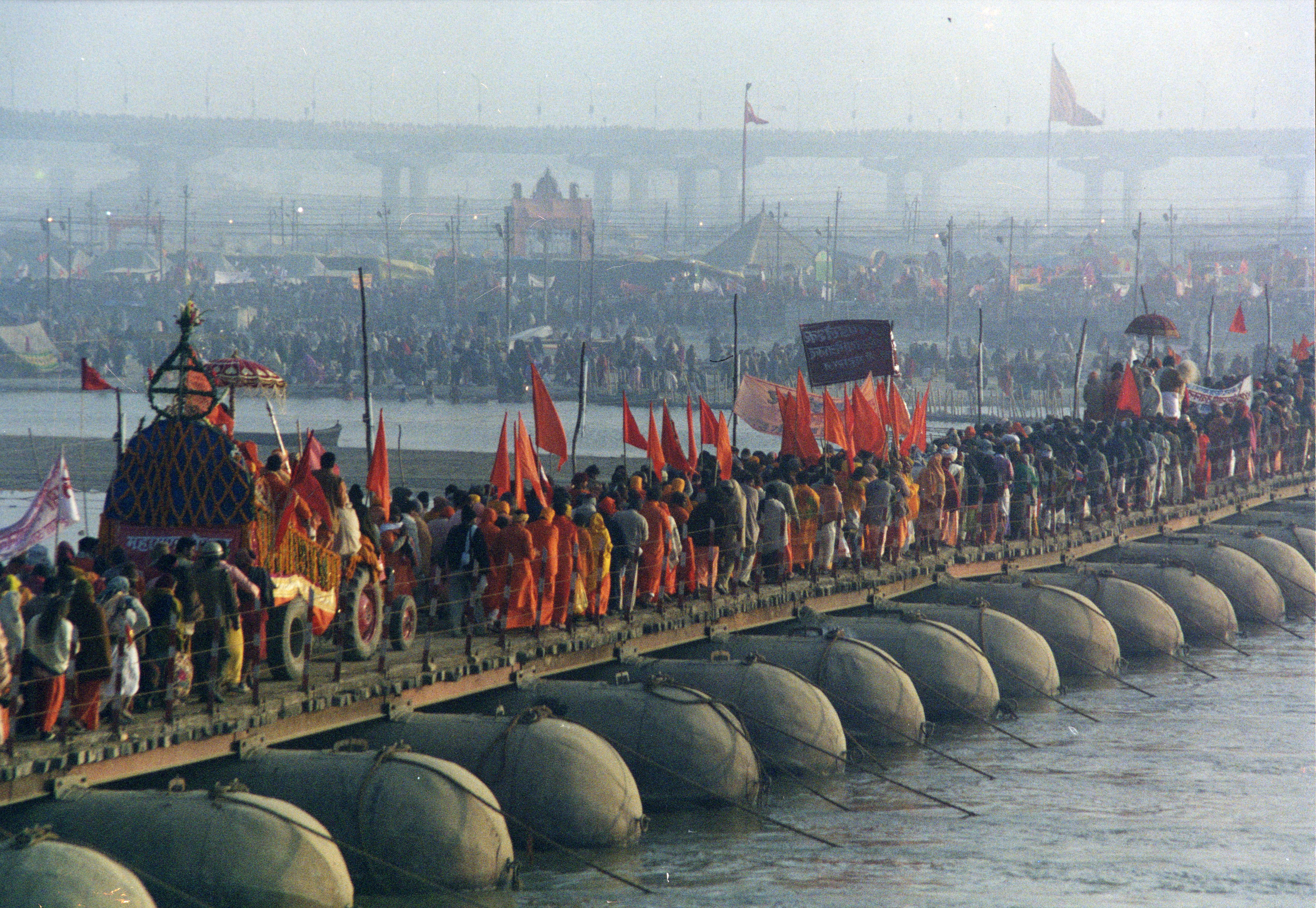
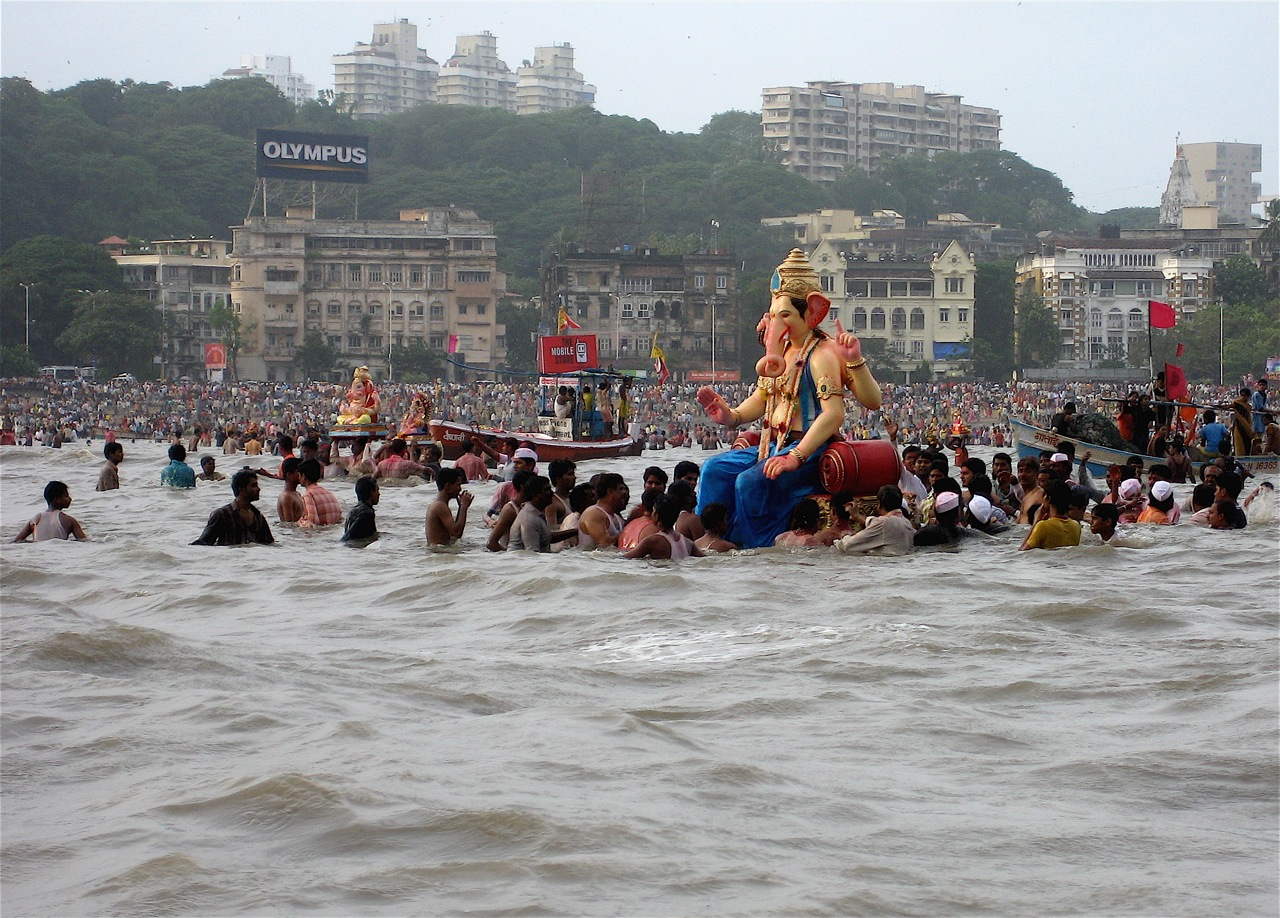